# Hrvatski glas
Hrvatski glas je bio hrvatski dnevnik iz Zagreba. 
Izašle su prvi put 24. siječnja 1941., a prestale su izlaziti 31. kolovoza 1941. 
Glavni je urednik bio Josip Blažina, a odgovorni urednici su bili Danijel Uvanović i poslije Ivan Cerovac.
Nastavak su lista Hrvatske straže.
Izlazile su svakog dana osim ponedjeljka.